# Sopaciv, Volodîmîreț
Sopaciv (în ucraineană Сопачів) este localitatea de reședință a comunei Sopaciv din raionul Volodîmîreț, regiunea Rivne, Ucraina.

## Demografie
Componența lingvistică a localității Sopaciv
     Ucraineană (100%)
Conform recensământului din 2001, toată populația localității Sopaciv era vorbitoare de ucraineană (100%).